# Алессандро Марчелло
Алесса́ндро Марче́лло (італ. Alessandro Ignazio Marcello; 1 лютого 1673, Венеція — 19 червня 1747, Венеція) — венеціанський композитор-любитель. Брат Бенедетто Марчелло.

## Життя і творчість
Алессандро Марчелло походив із дворянської родини. Перш за все він був математиком, філософом і поетом. Музику Марчелло складав для свого задоволення і вважався композитором-аматором.
У числі збережених творів А. Марчелло — 12 сольних кантат, 12 скрипкових сонат, а також 18 концертів для різних інструментів з оркестром. Найвідомішим з них є вперше опублікований в 1717 році концерт для гобоя і струнних ре мінор (раніше помилково приписувалися Б.Марчелло). Його перекладення для клавіру пізніше виконав Йоганн Себастьян Бах (BWV 974). Свої твори публікував під псевдонімом Етеріо Стінфаліко (італ. Eterio Stinfalico).

## Твори
- 12 сольних кантат (1708)
- 18 Концертів для різних інструментів з оркестром, зокрема «Концерт для гобоя і струнних ре мінор» (1717)
- 12 скрипкових сонат (1738)